# All My Life (Krezip)
All My Life is een nummer van de Nederlandse popgroep Krezip. Het nummer werd uitgebracht als derde single van hun vierde studioalbum Plug It In. Met het nummer scoorde Krezip zijn eerste top 10-hit in de Nederlandse Top 40 sinds Out Of My Bed uit 2005. Het nummer werd uiteindelijk hun tot dan toe grootste hit sinds I would stay.
Het nummer All My Life staat in het teken van een verbroken relatie. Krezip zangeres Jacqueline Govaert zingt over de problemen die daarbij komen kijken, de ene helft van het koppel wil helemaal niet weg ("I don't want to. Don't like to. There has to be a better way") terwijl de andere dat juist wel wil ("You have to go and leave me").

## Videoclip
Voor All My Life verscheen in oktober 2007 een videoclip op YouTube. In de clip is zangeres Jacqueline Govaert te zien op een boot, alwaar ze piano speelt. De boot vaart langs Rotterdam, de opnames zijn versneld gemonteerd. Deze clip werd door platenmaatschappij Sony afgekeurd. Een maand later verscheen de officiële versie van de clip op televisie. De clip speelt zich af in het huis van de twee geliefden, die hier alle twee nog zijn. Blijkbaar is Govaert degene die niet weg wilde gaan, waardoor ze nadenkend, ongelukkig, door het huis rondloopt, zingend over de herinneringen die ze haar hele leven ("All my life") zal blijven houden.

## Hitnotering
| "All My Life" in de Nederlandse Top 40 - binnen 30-11-2007 | "All My Life" in de Nederlandse Top 40 - binnen 30-11-2007 | "All My Life" in de Nederlandse Top 40 - binnen 30-11-2007 | "All My Life" in de Nederlandse Top 40 - binnen 30-11-2007 | "All My Life" in de Nederlandse Top 40 - binnen 30-11-2007 | "All My Life" in de Nederlandse Top 40 - binnen 30-11-2007 | "All My Life" in de Nederlandse Top 40 - binnen 30-11-2007 | "All My Life" in de Nederlandse Top 40 - binnen 30-11-2007 | "All My Life" in de Nederlandse Top 40 - binnen 30-11-2007 | "All My Life" in de Nederlandse Top 40 - binnen 30-11-2007 | "All My Life" in de Nederlandse Top 40 - binnen 30-11-2007 | "All My Life" in de Nederlandse Top 40 - binnen 30-11-2007 | "All My Life" in de Nederlandse Top 40 - binnen 30-11-2007 | "All My Life" in de Nederlandse Top 40 - binnen 30-11-2007 | "All My Life" in de Nederlandse Top 40 - binnen 30-11-2007 | "All My Life" in de Nederlandse Top 40 - binnen 30-11-2007 | "All My Life" in de Nederlandse Top 40 - binnen 30-11-2007 | "All My Life" in de Nederlandse Top 40 - binnen 30-11-2007 | "All My Life" in de Nederlandse Top 40 - binnen 30-11-2007 | "All My Life" in de Nederlandse Top 40 - binnen 30-11-2007 | "All My Life" in de Nederlandse Top 40 - binnen 30-11-2007 |
| Week                                                       | 1                                                          | 2                                                          | 3                                                          | 4                                                          | 5                                                          | 6                                                          | 7                                                          | 8                                                          | 9                                                          | 10                                                         | 11                                                         | 12                                                         | 13                                                         | 14                                                         | 15                                                         | 16                                                         | 17                                                         | 18                                                         | 19                                                         |                                                            |
| ---------------------------------------------------------- | ---------------------------------------------------------- | ---------------------------------------------------------- | ---------------------------------------------------------- | ---------------------------------------------------------- | ---------------------------------------------------------- | ---------------------------------------------------------- | ---------------------------------------------------------- | ---------------------------------------------------------- | ---------------------------------------------------------- | ---------------------------------------------------------- | ---------------------------------------------------------- | ---------------------------------------------------------- | ---------------------------------------------------------- | ---------------------------------------------------------- | ---------------------------------------------------------- | ---------------------------------------------------------- | ---------------------------------------------------------- | ---------------------------------------------------------- | ---------------------------------------------------------- | ---------------------------------------------------------- |
| Nummer                                                     | 32                                                         | 24                                                         | 15                                                         | 11                                                         | 10                                                         | 9                                                          | 7                                                          | 7                                                          | 9                                                          | 12                                                         | 14                                                         | 15                                                         | 16                                                         | 17                                                         | 19                                                         | 24                                                         | 33                                                         | 35                                                         | 37                                                         | uit                                                        |

### NPO Radio 2 Top 2000
| Nummer met noteringen in de NPO Radio 2 Top 2000 | '09 | '10  | '11  | '12  |
| ------------------------------------------------ | --- | ---- | ---- | ---- |
| All My Life                                      | 877 | 1335 | 1684 | 1455 |

1. ↑  Een vetgedrukt getal geeft de hoogste notering aan.
2. ↑  2009 was het eerste jaar met een notering voor dit nummer.
3. ↑  Deze tabel is bijgewerkt tot en met de laatste editie (2024).

## Tracklist
1. "All My Life" (Album version) - 05:36
2. "Forget What I Said" (Live recorded at GIEL, 3FM) - 03:29